# Stephen Chidwick
Stephen Chidwick (10 mei 1989) is een Engels professioneel pokerspeler. Chidwick speelt voornamelijk pokertoernooien waarvan het inschrijfgeld $25.000 of meer bedraagt, zogenaamde high roller toernooien.

## Carrière
In 2017 won Chidwick de hoofdprijs van €690.400 op het €25.500 High Roller toernooi op het PokerStars Championship Barcelona. Daarnaast won hij $1.298.521 met zijn zesde plaats bij de Super High Roller Bowl China. Tijdens de partypoker Millions Barcelona verdiende Chidwick €2.100.000 door tweede te worden in de €100.000 Super High Roller en derde te worden tijdens het €10.300 Main Event.
In 2018 won Chidwick het U.S. Poker Open kampioenschap, door zich in vier van de acht toernooien in het prijzengeld te spelen. Opgeteld verdiende hij bij deze vier toernooien meer dan $1.250.000.
In 2019 won hij de hoofdprijs van $1.618.417 op het $25.000 Pot Limit Omaha High Roller toernooi van de World Series of Poker 2019. In augustus 2019 werd Chidwick vierde in het £1,050,000 No Limit Hold'em - Triton Million for Charity toernooi. Voor zijn vierde plaats ontving hij het grootste bedrag dat hij heeft gewonnen in zijn carrière: £4.410.000.
In 2022 won hij het €100.000 Triton Series Madrid Short Deck Main Event, voor een hoofdprijs van €1.800.000.
Chidwick had tot en met juni 2023 bij elkaar meer dan $48.600.000,- in pokertoernooien gewonnen (cashgames niet meegerekend). Daarmee is hij in juli 2023 de best verdiende Britse pokerspeler aller tijden, en de op drie na best verdiende pokerspeler wereldwijd.

## WSOP-titels
| Jaar | Toernooi                            | Prijs (US$)  |
| ---- | ----------------------------------- | ------------ |
| 2019 | $25,000 Pot Limit Omaha High Roller | $1.618.417,- |